# Lonchoptera bifurcata
Lonchoptera bifurcata är en tvåvingeart som först beskrevs av Fallen 1810.  Lonchoptera bifurcata ingår i släktet Lonchoptera och familjen spjutvingeflugor. Arten är reproducerande i Sverige. Inga underarter finns listade i Catalogue of Life.

## Bildgalleri

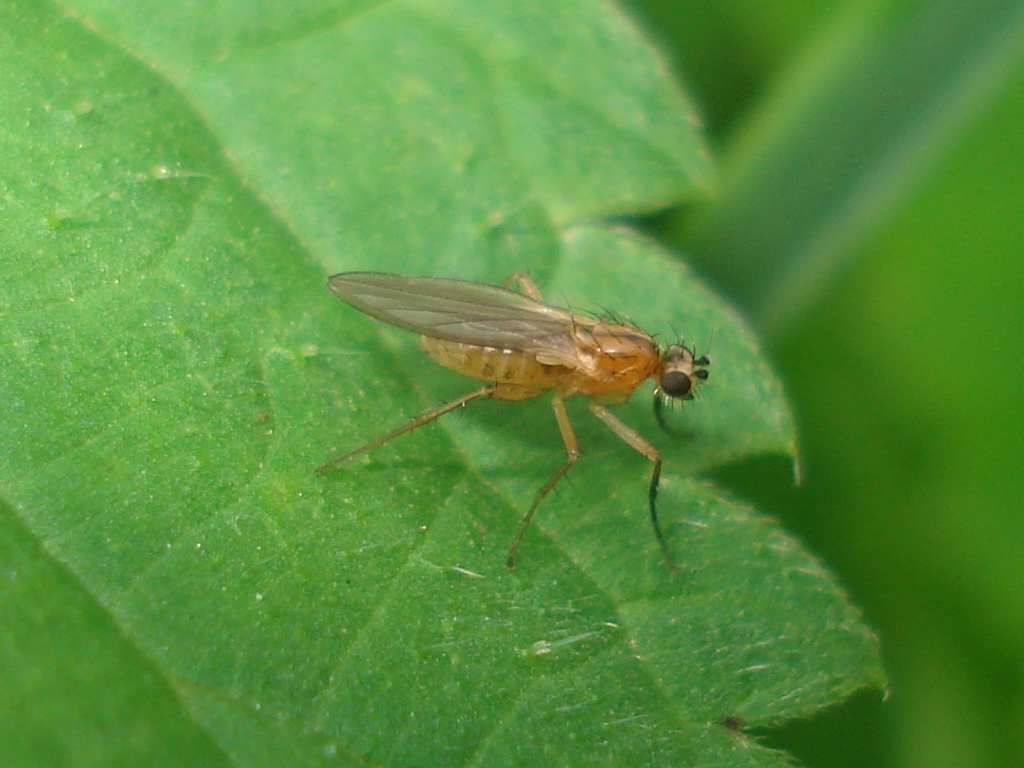